# Rhododendron eastmanii
Rhododendron eastmanii är en ljungväxtart som beskrevs av K.A. Kron och M. Creel. Rhododendron eastmanii ingår i släktet rododendron, och familjen ljungväxter. Inga underarter finns listade i Catalogue of Life.